# Sankt Johann in der Haide
Sankt Johann in der Haide is een gemeente in de Oostenrijkse deelstaat Stiermarken, en maakt deel uit van het district Hartberg.
Sankt Johann in der Haide telt 2012 inwoners.
Bad Blumau · Bad Loipersdorf ·Bad Waltersdorf · Buch-St. Magdalena · Burgau · Dechantskirchen · Ebersdorf · Feistritztal · Friedberg · Fürstenfeld · Grafendorf bei Hartberg · Greinbach · Großsteinbach · Großwilfersdorf · Hartberg · Hartberg Umgebung · Hartl · Ilz · Kaindorf · Lafnitz ·  Neudau · Ottendorf an der Rittschein · Pinggau · Pöllau · Pöllauberg · Rohr bei Hartberg · Rohrbach an der Lafnitz · Sankt Jakob im Walde · Sankt Johann in der Haide · Sankt Lorenzen am Wechsel · Schäffern · Söchau · Stubenberg · Vorau · Waldbach · Wenigzell-Mönichwald
- Gemeinsame Normdatei: 4436777-6
- Virtual International Authority File: 234762596
- WorldCat: E39PCjKx7qFQRg7GVCyjFK76jy